# Paula Vallar
Paula Vallar Gárate (Santander, 1988) es una ilustradora, pintora española y fotógrafa. En 2022, recibió el Primer Premio Novela Gráfica Óscar Muñiz del Gobierno de Cantabria.

## Trayectoria
Vallar nació en Santander en 1988. Estudió Bellas Artes en la Universidad del País Vasco (UPV). Cursó uno de los años en la Universidad de Oporto en Portugal. Al finalizar sus estudios en la UPV, completó su formación con un máster de Educación en la especialidad de Artes plásticas en la Universidad de Granada.
En 2004, ilustró el La voz común. Una poética para recuperar la vida de Antonio Orihuela, y en 2015, publicó El brujo Mangachuscos con Manuel Ferrero.
En 2019, después de una campaña de micromecenazgo mediante la plataforma Verkami, se publicó Recuerdos de sombras. Generación del 27. Ellas, un libro.CD sobre la poesía de las mujeres de la Generación del 27, con doce poemas musicalizados. Este proyecto, impulsado por la compositora y cantante Inés Fonseca, contó con Vallar para realizar los retratos de las poetisas seleccionadas para el libro: Carmen Conde, Rosa Chacel, María Zambrano, María Cegarra, Elizabeth Mulder, Marina Romero, Ernestina de Champourcin, Josefina de la Torre, Lucía Sánchez Saornil, Concha Méndez y Cristina de Arteaga.
Al año siguiente, en 2020, Vallar publicó un álbum ilustrado con textos e ilustraciones propias, y un folio suelto con nombres y contactos de diferentes asociaciones y protectoras de animales de Cantabria. La obra, titulada Ella, cuenta las aventuras entre una perrita y una chica que viaja en bicicleta, y el objetivo es sensibilizar sobre la relación con otros seres vivos.
Ha expuesto su obra en muestras individuales y colectivas como 'Madrigueras', 'Hibaku', 'We´ve always been there', 'Beatrix', 'Las palabras soñadas' y 'Tejiendo futuro' en países como Portugal, Irlanda y España.
Vallar ha intervenido en varios proyectos musicales como el de Nicolás Rodríguez ‘El bosque animado’ o el proyecto musical de Inés Fonseca ‘Recuerdo de sombras’. En 2022 participó en Espacio Libertad con la realización de un mural sobre la cultura y la lectura.

## Reconocimientos
Vallar ha recibido varios premios en su faceta de pintora e ilustradora. En 2020, recibió el primer premio del concurso de pintura rápida de El Astillero y del concurso Hazte un Libro en el Festival Arte Libro de Santillana del Mar. Quedó segunda en el Encontro Internacional de Ilustracão de São João da Madeira. En 2021, se le concedió el segundo premio del concurso de pintura rápida Calle del Sol en Santander, siendo finalista de Iberoamérica y seleccionada para el catálogo de dicha edición.
En 2022, Vallar recibió el premio de Novela Gráfica Óscar Muñiz por su novela gráfica Solo de la que se valoró su creatividad, originalidad y conexión entre los elementos gráficos y literarios, valorando especialmente la ejecución de la misma. El premio le fue concedido por la Vicepresidencia y Consejería de Universidades, Igualdad, Cultura y Deporte del Gobierno de Cantabria. Ese mismo año, recibió el primer premio del concurso de pintura rápida La Vidriera de Maliaño.

## Obra
- 2004 – La voz común. Una poética para recuperar la vida. De Antonio Orihuela. Tierradenadie Ediciones. ISBN 9788493287344.[18]
- 2015 – El brujo Mangachuscos. Babidi-Bu. Santander. ISBN 978-84-16484-30-0.[19][20]
- 2019 – Recuerdos de sombras. Generación del 27. Ellas. De Inés Fonseca Autoeditado. ISBN 978-84-09-15587-3.[21]
- 2020 – Ella. Autoeditado. Santander. ISBN 978-84-09-23248-2.[22]
- 2023 – Solo. Valnera. ISBN 9788412697421.
- 2024 - Nosi. O pequeno. ISBN 978-84-129319-0-7.
- 2024 - Bicho Bola. O pequeno. ISBN 978-84-129319-1-4.